# ФК Виченца
ФК Виченца (итал. Vicenza Calcio) је италијански фудбалски клуб из Виченце, који се тренутно такмичи у Серији Ц, трећем нивоу италијанског фудбала. Највећи успех Виченце је освајање Купа Италије 1997. године.

## Успеси
- Серија А
  - Вицепрвак (2): 1910/11, 1977/78.
- Куп Италије
  - Освајач (1): 1996/97.
- Серија Б
  - Првак (3): 1954/55, 1976/77, 1999/00.
- Куп победника купова
  - Полуфиналиста (1): 1997/98.

## Виченца у европским такмичењима
| Сезона  | Такмичење            | Коло          | Земља                                            | Клуб                | Резултат |
| ------- | -------------------- | ------------- | ------------------------------------------------ | ------------------- | -------- |
| 1971    | Митропа куп          | Осмина финала | Социјалистичка Федеративна Република Југославија | Раднички Крагујевац | 0:1, 3:0 |
|         |                      | Четвртфинале  | Аустрија                                         | Аустрија Салцбург   | 3:2, 1:3 |
| 1974    | Митропа куп          | Група         | Мађарска                                         | Татабања            | 0:1, 1:1 |
|         |                      | Група         | Аустрија                                         | Форарлберг          | 0:0, 3:1 |
| 1978/79 | Куп УЕФА             | 1. коло       | Чехословачка                                     | Дукла Праг          | 0:1, 1:1 |
| 1997/98 | Куп победника купова | 1. коло       | Пољска                                           | Легија Варшава      | 2:0, 1:1 |
|         |                      | Осмина финала | Украјина                                         | Шахтар Доњецк       | 3:1, 2:1 |
|         |                      | Четвртфинале  | Холандија                                        | Рода                | 4:1, 5:0 |
|         |                      | Полуфинале    | Енглеска                                         | Челси               | 1:0, 1:3 |

## Познати бивши играчи
- Паоло Роси
- Роберто Бађо
- Масимо Амброзини
- Лука Тони
- Бора Костић